# دستپاچه
دستپاچه (انگلیسی: Cold Feet) یک فیلم کمدی است که در سال ۱۹۸۹ منتشر شد.

## بازیگران
- کیت کارادین
- سالی کرکلند
- تام ویتس
- ریپ تورن
- بیل پولمن